# محمد شهابي
محمد شهابي بن جمعة (بالفارسية: محمد شهابی) الملقب «سلطان المقام» هو عازف سنطور ولد عام 1341 هـ.ش في مدينة ويس من توابع باوي في محافظة خوزستان الآهواز جنوب غربي إيران.
اشتهر شهابي في عزف المقام العربي حتى أطلق عليه لقب «سلطان المقام العربي الإهوازي» وبعد نصف قرن من عزف السنطور توفي في شهر دي من سنة 1393هـ ش. وذالك بعد صراع مع المرض الخبيث لمدة سنتين.وکالة بانی فيلم الایرانیة
كان شهابي أكثر تسلطاً على مقام الحكيمي لمحافظة خوزستان عندما شارك مع فرقة التراث الإهوازي في مهرجان الفجر في كرمان سنة 1392هـ ش. وفاز بالمركز الأول.
شارك شهابي أيضاَ في احتفالات موسيقية خارج البلاد، وعزف له أكثر من فنان من المحافظة منهم الأستاذ عبد الأمير إدريس، وعلي نيسي، وحمدي صالح وغيرهم.
بعد وفاة شهابي أرسلت رسائل تعزية من قبل مدير عام دائرة الثقافة والإرشاد ورئيس الجمعية الموسيقة في الاهواز. كما سميت ايضاً ليلة من ليالي مهرجانات الموسيقية في المحافظة باسمه، وقد احتج بعض الناشطين في الثقافة والفن في المحافظة لعدم انتباه المسؤلين لهذا الفنان.